# 東ティモール独立革命戦線
東ティモール独立革命戦線（ひがしティモールどくりつかくめいせんせん）は、東ティモールの左翼政党。独立以来、2007年までと2017年9月から2018年5月の間は政権与党だったが、現在は野党。党首はフランシスコ・グテレス（通称ル・オロ）、書記長はマリ・アルカティリ。なお武闘派のイメージが強いにもかかわらず中道左派・社会民主主義政党の国際組織である社会主義インターナショナルに加盟している。

## 党名
- ポルトガル語ではFrente Revolucionária de Timor-Leste Independente、略称はFRETILIN
- 英語ではRevolutionary Front for an Independent East Timor
- 日本語でもポルトガル語の略称にならい、フレティリンという呼称を用いることが多い。

## 現況
1974年、ポルトガル統治からの解放を目指した組織としてティモール社会民主協会（ASDT）として創設され、同年に東ティモール独立革命戦線と改称された。1975年からはインドネシアに対する武装闘争を展開。1998年にインドネシアから分離すると、FRETILINは政党となる。かつては、2001年の制憲議会選挙で88議席中55議席を得るなど、国民の支持も厚かった。2002年5月20日の東ティモール民主共和国独立に伴い、当時の党書記長であったマリ・アルカティリが実権者たる首相に就任した。
初の選挙は、独立の前の2001年に開催されて、FRETILINは票の57.4％を得て、議会（当時は88議席）で55議席を獲得した。しかし圧倒的多数ではあるが、国家憲法作成に一方的に影響を与える3分の2の議席数には若干及ばなかった。
独立後初めて行われた2007年6月の議会選挙では、FRETILINは65議席中21議席と大幅に議席を減らしてしまった。これは前大統領シャナナ・グスマンが東ティモール再建国民会議（CNRT）を結成して選挙に挑んだからにほかならない。そして、CNRTは18議席を獲得し、第2党に躍進した。しかしマリ・アルカティリ書記長は、ラモス・ホルタ大統領による挙国一致内閣の構想に対して異を唱えた。それは、かつてアルカティリが首相だった時に遡るグスマンとの確執によるものと、議席数において圧倒的な差がついていなかった為と思われる。だがCNRT率いる野党連合とFRETILINは、何週間も論争を繰り返したが合意には至らなかった。これによりラモス・ホルタ大統領は、野党4党による連立政権を組閣することを決断。8月6日にグスマン党首を首相に指名し組閣を指示、8月8日にグスマンは首相に就任した。これに対して、第1党から首相を選出するとする東ティモールの憲法に違反するとして、アルカティリが法的手段で闘うと述べ、FRETILINはラモス・オルタ大統領の決定を非難した。
2011年4月にはフレティリン党内の改革派が離党して「改革戦線」（Freti Mudanca）という新党を結成した。翌2012年7月に行われた国民議会選挙では25議席を獲得、CNRTに次ぐ第2党に留まった。
2017年7月に議会選挙が行われ、第1党となったが、獲得議席数は23議席と、過半数に届いていなかった。そして、書記長のマリ・アルカティリが東ティモール再建国民会議のシャナナ・グスマンとの約束を破り首相となったため、東ティモール再建国民会議と連立を組むことが出来なくなり、更には、他の政党とも組めなかったため、少数与党として政権運営をせざるを得ない状況となった。
その後、約束を破った影響によりシャナナ・グスマンの協力が得られず、野党が徹底抗戦したため、政府提出の法案二本がブロックされ、予算の成立も見込めない状況へと陥ってしまう。行政運営が行き詰まった状況を打開するために、2018年に議会選挙が行われ、わずか1年足らずで再び野党となった。